# Monte do Gozo
Il Monte do Gozo ("Collina della Gioia") è una collina nei pressi di Santiago di Compostela, nella Spagna nord-occidentale, che si trova comunità autonoma della Galizia.
È nota per essere il luogo da cui i pellegrini che percorrono il Cammino di Santiago vedevano e vedono per la prima volta in lontananza le tre guglie della Cattedrale di Santiago di Compostela.
Con un'altitudine di 385 metri, è l'ultima collina affrontata dai pellegrini e, per molti, è l'ultima fermata prima di raggiungere la cattedrale, che dista comunque circa un'ora di cammino (circa 5 km).
Sulla collina di Monte do Gozo sorge un albergo, terminato nel 1993, con una capienza di 500 posti letto, un campeggio, ed un grande Auditorio per concerti all'aperto.
Papa Giovanni Paolo II ha visitato la collina ed ha tenuto un discorso davanti ad una folla di giovani il 19 agosto 1989, in occasione della Giornata Mondiale della Gioventù.
Per commemorare la visita del Papa è stata posta sulla cima della collina una statua che ritrae sulla sua base la visita di Giovanni Paolo II ed il pellegrinaggio di San Francesco d'Assisi nei primi anni del XIII secolo.

## Galleria d'immagini

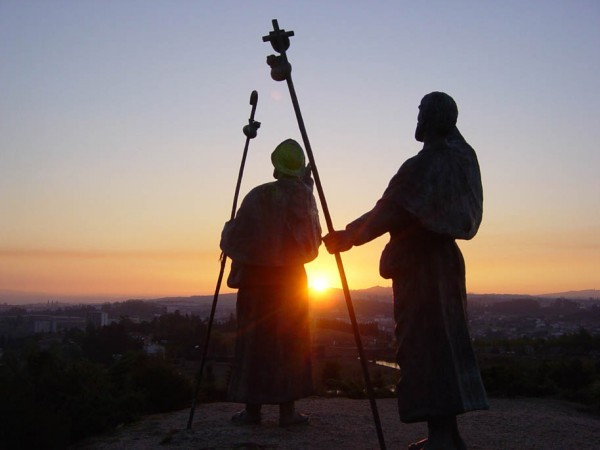
Monumento ai pellegrini
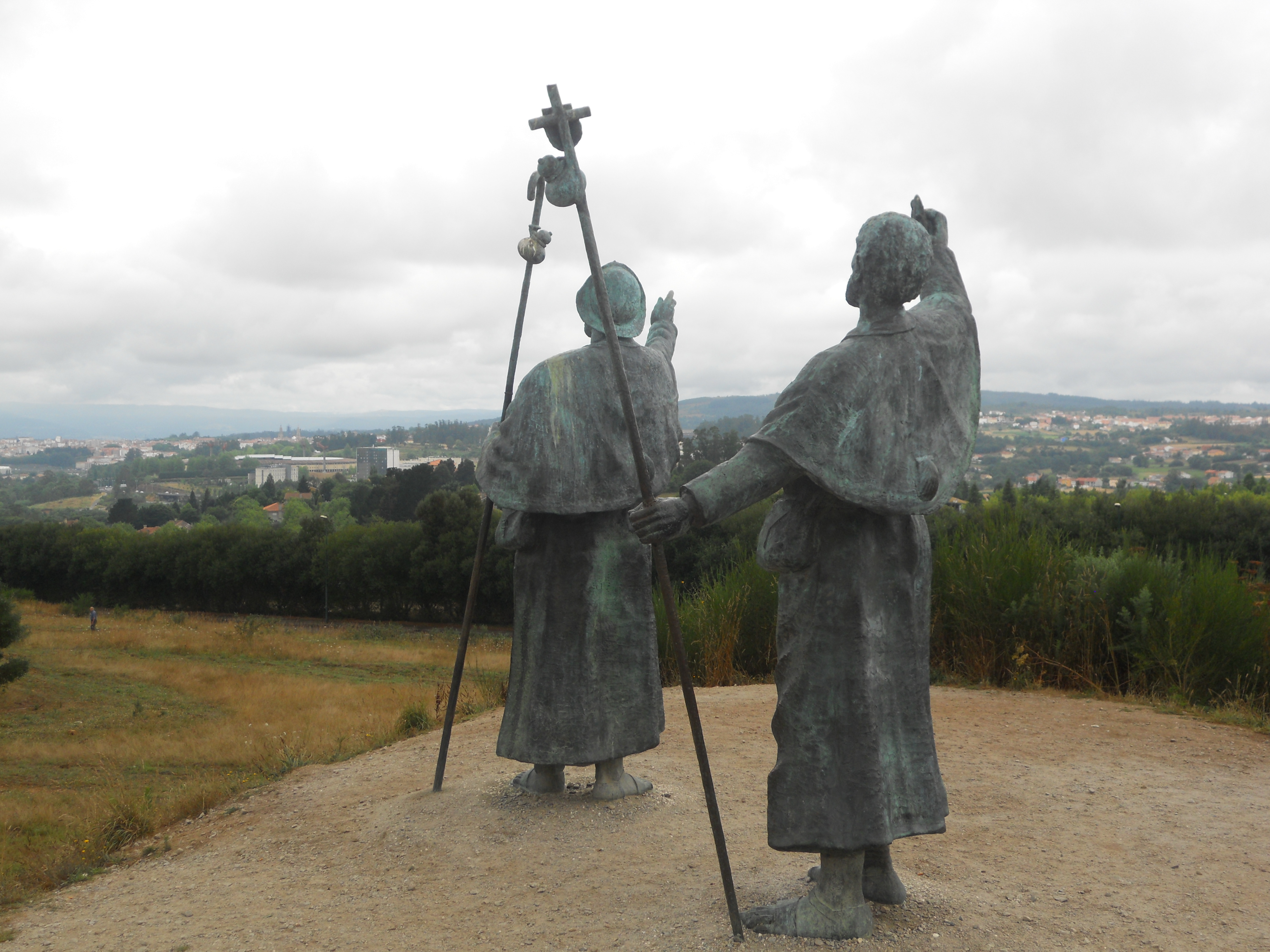
Il monumento dei Pellegrini che indicano la Cattedrale